# Hypserpa ponapensis
Hypserpa ponapensis är en tvåhjärtbladig växtart som först beskrevs och senare fick sitt nu gällande namn av Ryozo Kanehira.
Hypserpa ponapensis ingår i släktet Hypserpa och familjen Menispermaceae. Inga underarter finns listade i Catalogue of Life.